# الخان احمدوف
الخان احمدوف (ترکی آذربایجانی: Elxan Əhmədov؛ زادهٔ ۲ ژوئیهٔ ۱۹۹۳) بازیکن فوتبال اهل جمهوری آذربایجان است.
از باشگاه‌هایی که در آن بازی کرده‌است می‌توان به باشگاه فوتبال باکو اشاره کرد.